# Phanoperla maculata
Phanoperla maculata és una espècie d'insecte plecòpter pertanyent a la família dels pèrlids que es troba a Borneo.